# شقوبس
شُقُوبُس (بالإسبانية: Socovos) هي بلدية تقع في مقاطعة البسيط التابعة لمنطقة قشتالة والمنشف وسط إسبانيا.

## الديموغرافيا
بلغ عدد سكان بلدية شقوبس 1.983 نسمة عام 2011 (وفقاً للمعهد الوطني الإسباني للإحصاء).
| 2.106 | 2.035 | 1.986 | 1.936 | 1.951 | 2.015 | 1.983 |